# Гоїв Євген Іванович
Євге́н-Рома́н Іва́нович Го́їв (нар. 13 лютого 1899, Снятин, Королівство Галичини та Володимирії, Цислейтанія, Австро-Угорщина — пом. 15 листопада 1953, Детройт, Мічиган, США) — український військовий і громадський діяч. Сотник Українських січових стрільців Української галицької армії (1919), боєць легіону Українських січових стрільців (1915—1917).

## Життєпис

### Військовий період
Народився 13 лютого 1899 року у Снятині, після закінчення місцевої народної школи вступив до реальної гімназії, 1915 року перервав навчання. Добровольцем вступив до лав легіону Українських січових стрільців.
1916 року перейшов на військовий вишкіл у запасній сотні УСС, яка базувалася у Варпалянці — колишній німецькій колонії у замку Паланок, що у Мукачеві на Закарпатті. Звідти отримав чотиритижневу відпустку на складання матури у Дрогобицькій гімназії і по якій повернувся в бойову частину.
Брав участь в усіх битвах Української галицької армії, обіймав посаду ад'ютанта полковника Андрія Мельника у Києві, де одержав військове звання сотника та ледь не помер від тифу. З рештками українського війська опинився у Чехословаччині в таборі інтернованих частин УГА в празькому районі Йозефов.

### Міжвоєнний період
У 1920 році разом з Романом Симовичем, Августином Задоровичем та Андрієм Тофаном відновив українську студентську секцію у Снятині, що діяла протягом 1910—1914 років, як філію Студентського союзу у Львові.
У березні 1923 року з молодшим братом Омеляном Гоївим взяв участь у демонстрації українців у Празі, в голові якої височів плакат «Геть польську окупацію з української землі!», покликаній бойкотувати рішення амбасадорів Ліги Націй від 15 березня щодо передачі прав на управління анексованої Галичини полякам.
Згодом закінчив Чеський технічний університет і як інженер-хімік практикував в Оломоуці. Згодом повернувся до Снятина й певний час не працював.
З часом виїхав до Варшави, де у 1931 році пройшов процес нострифікації — визнання свого диплому у Варшавському університеті, після чого влаштувався на роботу до державної лікарні «Аквавіт» у Познані. Завдяки послові до сейму Польщі Остапу Луцькому був прийнятий на фахівцем-інженером на Ходорівську цукроварню, а згодом став директором підприємства, де працював до 1939 року та продовжив у 1941 році, після вигнання більшовиків.

### Еміграція
Під час німецької окупації одружився з Любою Любинецькою, донькою керівника Ходорівської цукроварні, працював директором цукроварні, спочатку у Великій Березовиці поблизу Тернополя, згодом — у Переворську.
З 1944 року на еміграції: спочатку у Брандберзі в Австрії, а 1949 року з дружиною виїхав до США, де оселилися у Детройті.
Був членом Головної ради ветеранів Українських січових стрільців. У 1950 році став одним з засновників філії Товариства українських інженерів Америки у Детройті, яку очолював протягом 1951—1952 років.
Помер після важкої хвороби 15 листопада 1953 року у Детройті.